# 9 mai en sport
9 avril 9 juin
Chronologies thématiques
- Croisades
- Ferroviaires
- Disney

Le 9 mai (129e jour de l'année ou 130e en cas d'année bissextile) en sport.

## Événements

### XIXesiècle
- 1872 :
  - (Rugby à XV) : la première équipe allemande de rugby voit le jour au Neuenheim College - appelé maintenant Heidelberg College - à Heidelberg. En 1850, le rugby commence à attirer les étudiants. Les étudiants sous la direction du professeur Edward Hill Ullrich créent le Heidelberger Ruderklub 1872 e.V. (HRK 1872) en 1872, qui est aujourd'hui le doyen des clubs de rugby à XV allemands[1].
- 1889 :
  - (Football) : en Angleterre, fondation de la « Football Alliance » sur l'initiative de Sheffield Wednesday FC et Nottingham Forest FC. Dix autres clubs rejoignent l'Alliance.

### XXesièclede1901à1950
- 1907 :
  - (Football) : l'Étoile des Deux Lacs remporte la première édition du Trophée de France en s'imposant 8-3 face au FC Simiotin Bordeaux.
- 1920 :
  - (Football) : le CA Paris remporte la finale de la Coupe de France face au Havre AC, 2-1.
- 1926 :
  - (Football) : l'Olympique de Marseille remporte la finale de la Coupe de France face à l'AS Valentigney, 4-1.
- 1937 :
  - (Football) : le FC Sochaux remporte la finale de la Coupe de France face au RC Strasbourg, 2-1.
  - (Sport automobile) : au Grand Prix automobile de Tripoli, victoire de l'Allemand Hermann Lang sur une Mercedes-Benz.
- 1949 :
  - (Football) : le RC Paris remporte la Coupe de France en s'imposant 5-2 face au Lille OSC.

### XXesièclede1951à2000
- 1978 :
  - (Football) : le PSV Eindhoven remporte la Coupe UEFA face au SC Bastia 0-0 et 3-0.
- 1982
  - (Sport automobile /Formule 1) : au Grand Prix automobile de Belgique couru sur le Circuit de Zolder, victoire du Britannique John Watson sur une McLaren-Ford.
  - (Sport automobile /Rallye) : arrivée du Tour de Corse, victoire du Français Jean Ragnotti et de son copilote Jean-Marc Andrié  sur une Renault 5 Turbo.
- 1990 :
  - (Football) : la Sampdoria Gênes remporte la finale de la Coupe d'Europe des vainqueurs de coupe face à Anderlecht, 2-0.
- 1993 :
  - (Sport automobile /Formule 1) : au Grand Prix automobile d'Espagne couru sur le circuit de Catalogne, victoire du Français Alain Prost sur une Williams-Renault.
- 1993 :
  - (Football /Ligue 1) : en réalisant le match nul sur la pelouse d'Auxerre 1-1, Lens devient champion de France.

### XXIesiècle
- 2004 :
  - (Sport automobile /Formule 1) : au Grand Prix automobile d'Espagne couru sur le circuit de Catalogne, victoire de l'Allemand Michael Schumacher sur une Ferrari.
- 2007 :
  - (Handball) : l'H2ML remporte le championnat de France après une saison très disputée en s'imposant contre US Mios-Biganos sur un score de 31 à 23.
- 2009 :
  - (Football) : l'EA Guingamp remporte la finale de la Coupe de France face à Rennes, 2-1.
- 2010 :
  - (Sport automobile /Formule 1) : au Grand Prix d'Espagne couru sur le circuit de Catalogne, victoire de l'Australien Mark Webber sur une Red Bull-Renault.
- 2011 :
  - (Cyclisme) : mort du cycliste belge Wouter Weylandt sur le Tour d'Italie[2].
- 2015 :
  - (Cyclisme sur route /Giro) : la formation Orica remporte 1re étape du Tour d'Italie, l'Australien Simon Gerrans est maillot rose. .
  - (Football /Ligue 1) : le FC Metz est officiellement rétrogradé en Ligue 2.
  - (Tennis /Masters de Madrid) : Petra Kvitová remporte le tournoi de Madrid. La Tchèque est sacrée pour la 2e fois dans la capitale espagnole.
  - (Volley-ball) :
    - (Ligue A masculine) : à la Halle Carpentier, pour la 4e année consécutive, Tours est sacré champion de France en dominant Paris 3 sets à 2 (19-25, 33-35, 25-15, 31-29, 15-6) en finale. C'est son 3e doublé Championnat/Coupe de France consécutif.
    - (Ligua féminine) : les Cannoises obtiennent 20e titre, le 18e consécutif. Elles domine Le Cannet (3-2) (23-25, 21-25, 25-16, 25-23, 15-10). C'est le dernier match de Victoria Ravva, la star du volley Français  qui à 39 ans et une carrière éblouissante tire sa révérence.
- 2016 :
  - (Football /UEFA /Justice) : le TAS rend son verdict concernant le cas Michel Platini en réduisant sa peine de 6 à 4 ans. Un coup dur pour le désormais ex-président de l'UEFA. Il confirme sa volonté de démissionner du poste de président et a précisé vouloir désormais se tourner vers la justice suisse pour prouver son innocence[3],[4].
  - (Natation /Championnats d'Europe) : début de la 33e édition des Championnats d'Europe de natation qui se déroulent à Londres au Royaume-Uni jusqu'au 22 mai 2016.
- 2021 :
  - (Compétition automobile /Formule 1) : sur le Grand Prix automobile d'Espagne disputé  sur le circuit de Barcelone, victoire du Britannique Lewis Hamilton, la 98e, qui s'impose devant le Néerlandais Max Verstappen. Le Finlandais Valtteri Bottas complète le podium[5].
  - (Cyclisme sur route /Giro) : sur la 2e étape du tour d'Italie qui se déroule entre Stupinigi et Novare, sur une distance de 179 km, victoire du Belge Tim Merlier au sprint. L'Italien Filippo Ganna conserve le Maillot rose.
  - (Handball /Ligue européenne féminine) : les handballeuses de Nantes réalisent un exploit en remportant le premier titre de Ligue européenne de l'histoire du Hand français, en battant les Hongroises de Siofok 36-31, tenantes en titre, à Baia Mare en Roumanie[6].
- 2023 :
  - (Judo /Mondiaux) : sur la troisième journée des Championnats du monde de judo, chez les femmes, victoire de la Canadienne Christa Deguchi en -57kg et chez les hommes, c'est le Suisse Nils Stump qui s'impose en -81kg.

## Naissances

### XIXesiècle
- 1856 :
  - Alexandre Lein, rameur puis entraîneur français. († 10 septembre 1934).
- 1870 :
  - Harry Vardon, golfeur britannique. Vainqueur des Open britannique 1896, 1898, 1899, 1903, 1911 et 1914 puis de l'US Open 1900. († 20 mars 1937).
- 1886 :
  - Edu Snethlage, footballeur néerlandais. Médaillé de bronze aux Jeux de Londres 1908. (11 sélections en équipe nationale). († 12 janvier 1941).

### XXesièclede1901à1950
- 1925 :
  - Frank Dudley, footballeur anglais. († 14 septembre 2012).
  - Georges Meunier, cycliste sur route et de cyclo-cross français. Médaillé de bronze aux Mondiaux de cyclo-cross 1957. († 13 décembre 2015).
- 1928 :
  - Pancho Gonzales, joueur de tennis américain. Vainqueur de l'US Open 1948 et 1949, de la Coupe Davis 1949. († 3 juillet 1995).
  - Barbara Ann Scott, patineuse artistique dames canado-américaine. Championne olympique aux Jeux de Saint-Moritz 1948. Championne du monde de patinage artistique dames 1947 et 1948. († 30 septembre 2012).
- 1939 :
  - Ralph Boston, athlète de sauts en longueur américain. Champion olympique aux Jeux de Rome 1960 et médaillé d'argent aux Jeux de Tokyo 1964 puis de bronze aux Jeux de Mexico 1968. Détenteur du Record du monde du saut en longueur 12 août 1960 au 10 juin 1962 et du 12 septembre 1964 au 19 octobre 1967. († 30 avril 2023).
  - Ion Țiriac, joueur de tennis roumain.
- 1943 :
  - Ove Grahn, footballeur suédois. (45 sélections en équipe nationale). († 11 juillet 2007).
  - Santiago Herrero, pilote de moto espagnol. (4 victoires en Grand Prix). († 10 juin 1970).
- 1945 :
  - Jupp Heynckes, footballeur puis entraîneur allemand. Champion du monde de football 1974. Champion d'Europe de football 1972. Vainqueur de la Coupe UEFA 1975 et de la Ligue des champions 1998. (39 sélections en équipe nationale).
- 1946 :
  - Grzegorz Korcz, basketteur polonais. (196 sélections en équipe nationale).
- 1947 :
  - Denis Oswald, rameur puis dirigeant sportif suisse. Médaillé de bronze en quatre barré aux Jeux de Mexico 1968. Secrétaire puis président de la FISA de 1978 à 2014. Membre du CIO depuis 1991.

### XXesièclede1951à2000
- 1952 :
  - Zdeněk Nehoda, footballeur tchécoslovaque puis tchèque. Champion d'Europe de football 1976. (90 sélections avec l'équipe de Tchécoslovaquie).
- 1953 :
  - Henri Magne, copilote de rallye auto français. Vainqueur des Rallye Dakar 1997 et 2000. († 5 juin 2006).
- 1954 :
  - Dominique Juillot, basketteur puis homme politique français. Maire de Mercurey depuis 1995 et député de Saône-et-Loire de 2002 à 2007.
- 1957 :
  - Fulvio Collovati, footballeur italien. Champion du monde de football 1982. (50 sélections en équipe nationale).
- 1959 :
  - Éric Navet, cavalier de saut d'obstacles français. Médaillé de bronze par équipes aux Jeux de Barcelone 1992. Champion du monde de saut d'obstacles en individuel et par équipes 1990 et champion du monde de saut d'obstacles par équipes et médaillé d'argent en individuel 2002. Champion d'Europe de saut d'obstacles en individuel 1991.
- 1960 :
  - Tony Gwynn, joueur de baseball américain. († 16 juin 2014).
  - Ivan Ivanov, cycliste sur route soviétique puis russe.
- 1963 :
  - Joe Cirella, hockeyeur sur glace puis entraîneur canadien.
- 1964 :
  - Genar Andrinúa, footballeur espagnol (28 sélections en équipe nationale).
  - Flavio Giupponi, cycliste sur route italien.
- 1965 :
  - Steve Yzerman, hockeyeur sur glace puis dirigeant sportif canadien. Champion olympique aux Jeux de Salt Lake City 2002.
- 1966 :
  - Marco Pascolo, footballeur puis entraîneur suisse. (55 sélections en équipe nationale).
- 1968 :
  - Marie-José Pérec, athlète de sprint française. Championne olympique du 400 m aux Jeux de Barcelone 1992 puis Championne olympique du 200 m et 400 m aux Jeux d'Atlanta 1996. Championne du monde d'athlétisme du 400 m 1991 et 1995. Médaillée de bronze du 400 m aux Championnats d'Europe d'athlétisme 1990 puis championne d'Europe d'athlétisme du 400 m et du relais 4 × 400 m 1994.
- 1970 :
  - Benoît Georget, basketteur français. († 30 novembre 2012).
- 1973 :
  - Leonard Myles-Mills, athlète de sprint ghanéen.
  - Dragan Tarlać, basketteur serbe.
- 1974 :
  - Stephane Yelle, hockeyeur sur glace canadien.
- 1977 :
  - Svein Tuft, cycliste sur route canadien.
  - Marek Jankulovski, footballeur macédonio-tchèque. (78 sélections avec l'Équipe de Tchéquie).
- 1978 :
  - Anouar Ayed, handballeur tunisien. Champion d'Afrique des nations de handball 2002, 2006, 2010 et 2012. Vainqueur de la Ligue des champions 2014. (285 sélections en équipe nationale).
  - Leandro Cufré, footballeur argentin. (4 sélections en équipe nationale).
- 1979 :
  - Rubens Bertogliati, cycliste sur route suisse.
  - Jamie Noon, joueur de rugby à XV anglais. (38 sélections en équipe nationale).
  - Brandon Webb, joueur de baseball américain.
- 1980 :
  - Grant Hackett, nageur australien. Champion olympique du 1 500m et du relais 4×200m nage libre aux Jeux de Sydney 2000, champion olympique du 1 500m, médaillé d'argent du 400m nage libre et du relais 4×200m nage libre aux Jeux d'Athènes 2004 puis médaillé d'argent du 1 500m et de bronze du relais 4×200m nage libre aux Jeux de Pékin 2008. Champion du monde de natation du 1 500m et du relais 4×200m nage libre 1998 et 2001, du 800m nage libre, du 1 500m et du relais 4×200m nage libre 2013 puis du 400m nage libre, du 800m nage et du 1 500m 2005.
- 1983 :
  - Gilles Müller, joueur de tennis luxembourgeois.
- 1984 :
  - Prince Fielder, joueur de baseball américain.
  - Chase Headley, joueur de baseball américain.
- 1985 :
  - Raphaël Caucheteux, handballeur français. Médaillé de bronze au CE masculin de handball 2018. (20 sélections en équipe de France).
- 1986 :
  - Ludovic Clemente, footballeur andorran. (25 sélections en équipe nationale).
- 1987 :
  - Dan Cole, joueur de rugby à XV anglais. Vainqueur du Tournoi des six nations 2011 et du Grand Chelem 2016. (82 sélections en équipe nationale).
  - Loïc Costerg, bobeur français.
  - Kevin Gameiro, footballeur français. Vainqueur des Ligue Europa 2014, 2015, 2016 et 2018. (13 sélections en équipe de France).
- 1988 :
  - Kévin Bérigaud, footballeur français.
  - Nemanja Bjelica, basketteur serbe. (66 sélections en équipe nationale).
  - Romana Hejdová, basketteuse tchèque. Victorieuse de l'Euroligue féminine 2006. (22 sélections en équipe nationale).
  - Yevhen Selin, footballeur ukrainien. (15 sélections en équipe nationale).
  - Xavier de Soultrait, pilote de moto de rallye-raid français.
- 1989 :
  - Alice Lévèque, handballeuse française. Victorieuse de la Coupe Challenge féminine 2015. (19 sélections en équipe de France).
  - Philippe Marquis, skieur acrobatique canadien.
  - Riley Nash, hockeyeur sur glace canadien.
- 1990 :
  - Evgeny Donskoy, joueur de tennis russe.
- 1991 :
  - Ben Chiarot, hockeyeur sur glace canadien.
  - Calvin de Haan, hockeyeur sur glace canadien.
  - Genki Haraguchi, footballeur japonais. (47 sélections en équipe nationale).
  - Hsu Shu-ching, haltérophile taïwanaise. Médaillée d'argent des -53 kg aux Jeux de Londres 2012 puis championne olympique des -53 kg aux Jeux de Rio 2016. Championne du monde d'haltérophilie des -53 kg 2015.
- 1992 :
  - Rachid Ghezzal, footballeur franco-algérien. (16 sélections avec l'équipe d'Algérie).
  - Dillon Maples, joueur de baseball américain.
- 1993 :
  - Laura Muir, athlète de demi-fond britannique. Championne d'Europe d'athlétisme du 1 500m 2018.
- 1994 :
  - Amélie Grassi, navigatrice et skipper française.
  - Andréas Vazaíos, nageur grec. Champion d'Europe de natation du 200 m quatre nages 2016.
- 1995 :
  - Timothé Luwawu-Cabarrot, basketteur français.
  - Coraline Vitalis, épéiste française. Championne d'Europe d'escrime à l'épée par équipes 2018 puis en individuelle 2019.
- 1996 :
  - Marlon Gaillard, cycliste sur route français.
  - Abdulrashid Sadulaev, lutteur de libre russe. Champion olympique des -86kg aux jeux de Rio 2016 et des -97kg aux Jeux de Tokyo 2020. Champion du monde de lutte des -86kg 2014 et 2015 puis des -97kg 2018, 2019 et 2021. Champion d'Europe de lutte des -86kg 2014, des -92kg 2018, des -97kg 2019 et 2020.
- 2000 :
  - Anders Bærtelsen, footballeur danois.
  - Juri Knorr, handballeur allemand. Médaillé d'argent aux Jeux de Paris 2024. (34 sélections en équipe nationale).

### XXIesiècle
- 2001 :
  - Ramón Juárez, footballeur mexicain.
- 2002 :
  - Eom Ji-sung, footballeur sud-coréen.
  - Junior Olaitan, footballeur béninois.
- 2003 :
  - Lorenzo Lucchesi, footballeur italien.
- 2004 :
  - Christ Makosso, footballeur congolais.
- 2005 :
  - Kelly Arbey, joueuse de rugby à XV française. (2 sélections en équipe de France).

## Décès

### XXesièclede1901à1950
- 1914 :
  - Arthur Cumming, 25 ans, patineur artistique britannique. Médaillé d'argent des figures spéciales aux Jeux de Londres 1908. (° 8 mai 1889).
- 1915 :
  - François Faber, 28 ans, cycliste sur route luxembourgeois. Vainqueur du Tour de France 1909, du Tour de Lombardie 1908, des Paris-Tours 1909 et 1910, de Bordeaux-Paris 1911 et de Paris-Roubaix 1913. (° 26 janvier 1887).
  - André Puget, 33 ans, footballeur français. (1 sélection en équipe de France). (° 12 janvier 1882).
  - Anthony Wilding, 31 ans, joueur de tennis néo-zélandais. Médaillé de bronze du simple indoor aux Jeux de Stockholm 1912. Vainqueur des Open d'Australie 1906 et 1909 puis des tournois de Wimbledon 1910, 1911, 1912 et 1913 ainsi que des Coupes Davis 1907, 1908, 1909 et 1911. (° 31 octobre 1883).
- 1920 :
  - Henri Dapples, 49 ans, footballeur suisse. (° 4 mai 1871).

### XXesièclede1951à2000
- 1951 :
  - Leo Bosschart, 62 ans, footballeur néerlandais. (19 sélections en équipe nationale). (° 24 août 1888).
- 1965 :
  - Dorothy Greenhough-Smith, 82 ans, patineuse artistique individuelle britannique. Médaillée de bronze aux Jeux de Londres 1908. (° 27 septembre 1882).

### XXIesiècle
- 2011 :
  - Wouter Weylandt, 26 ans, cycliste sur route belge. (° 27 septembre 1984).